# Poletje z Moniko
Poletje z Moniko (švedsko Sommaren med Monika) je švedski črno-beli romantični film iz leta 1953, ki ga je režiral in zanj napisal scenarij Ingmar Bergman, v glavnih vlogah pa nastopata Harriet Andersson in Lars Ekborg. Temelji na istoimenskem romanu Pera Andersa Fogelströma iz leta 1951. V času premiere je film povzročil polemiko v ZDA zaradi golega prizora, kar je ob filmu Plesala je eno samo poletje Arneja Mattssona iz leta 1952 pripomoglo k slovesu Švedske kot spolno osvobojene države.
Film je bil premierno prikazan 9. februarja 1953 v švedskih kinematografih in je igralko glavne ženske vloge Harriet Andersson povzdignil v filmsko zvezdo. To je bil tudi Bergmanov namen, kajti v času nastajanja filma je bil z njo v romantični zvezi. Tudi po koncu zveze sta še sodelovala v filmih Večer klovnov, Nasmeški poletne noči, Čez temno ogledalo ter Kriki in šepetanja. Leta 1955 je ameriški filmski producent Kroger Babb odkupil pravice za predvajanje filma v ZDA, ga skrajšal na 62 minut s poudarkom na goloti, ter naslovil Monika, the Story of a Bad Girl (slovensko: Monika, zgodba porednega dekleta). Ob tem je prodajal tudi razglednice z golo Andersson.

## Vloge
- Harriet Andersson kot Monika
- Lars Ekborg kot Harry
- John Harryson kot Lelle
- Georg Skarstedt kot Harryjev oče
- Dagmar Ebbesen kot Harryjeva teta
- Åke Fridell kot Monikin oče
- Naemi Briese kot Monikina mati
- Åke Grönberg kot Harryjev prijatelj v službi
- Sigge Fürst kot delavec v skladišču porcelana